# Amiga CD32
De Amiga CD32 (codenaam 'Spellbound') is een spelcomputer uit 1993 ontwikkeld door Commodore. De computer maakt deel uit van de Amiga-lijn en was een van de eerste computers met cd-rom-speler. In 1993 en 1994 vormde het de helft van de Engelse cd-rom-markt.
De Commodore Amiga is vergelijkbaar met de PlayStation, maar werd veel eerder uitgebracht. Door het slechte bestuur van Commodore is deze machine echter nooit een echt succes geworden.

## Uitgave
De CD32 werd uitgebracht in Canada en was ook gepland om uit te brengen op de Amerikaanse markt. Dit ging echter niet door vanwege patentproblemen. Er zijn echter wel versies geïmporteerd vanuit Canada naar de VS.
Bij de uitgave werd het product aangeprezen als 'werelds eerste 32-bit cd-spelcomputer'. Het product werd stopgezet enkele maanden na de lancering vanwege geldproblemen bij Commodore International. Er werden ongeveer 100.000 stuks verkocht.